# Hoback
Hoback – jednostka osadnicza w Stanach Zjednoczonych, w stanie Wyoming, w hrabstwie Teton.